# بياض بالا (فتح أباد)
بیاض بالا (بالفارسية: بیاض بالا) هي قرية تقع في إيران في Fathabad Rural District. يقدر عدد سكانها بـ 0 نسمة بحسب إحصاء 2016.